# Helosciomyza australica
Helosciomyza australica is een vliegensoort uit de familie van de Helosciomyzidae. De wetenschappelijke naam van de soort is voor het eerst geldig gepubliceerd in 1979 door Steyskal.